# Croton tiglium
Croton tiglium o piñón de Indias, es una especie de planta fanerógama perteneciente a la familia Euphorbiaceae.  Es una de las 50 hierbas fundamentales usadas en la medicina tradicional china con el nombre en chino de: bā dòu (巴豆).

## Descripción
El crotoncillo es un pequeño árbol natural de las regiones tropicales y subtropicales del mundo, siendo el más importante de las 1.200 especies que se clasifican.
Esta planta alcanza los 2-3 metros de altura y tiene un fruto venenoso que utilizan los indígenas para la caza y para la pesca.

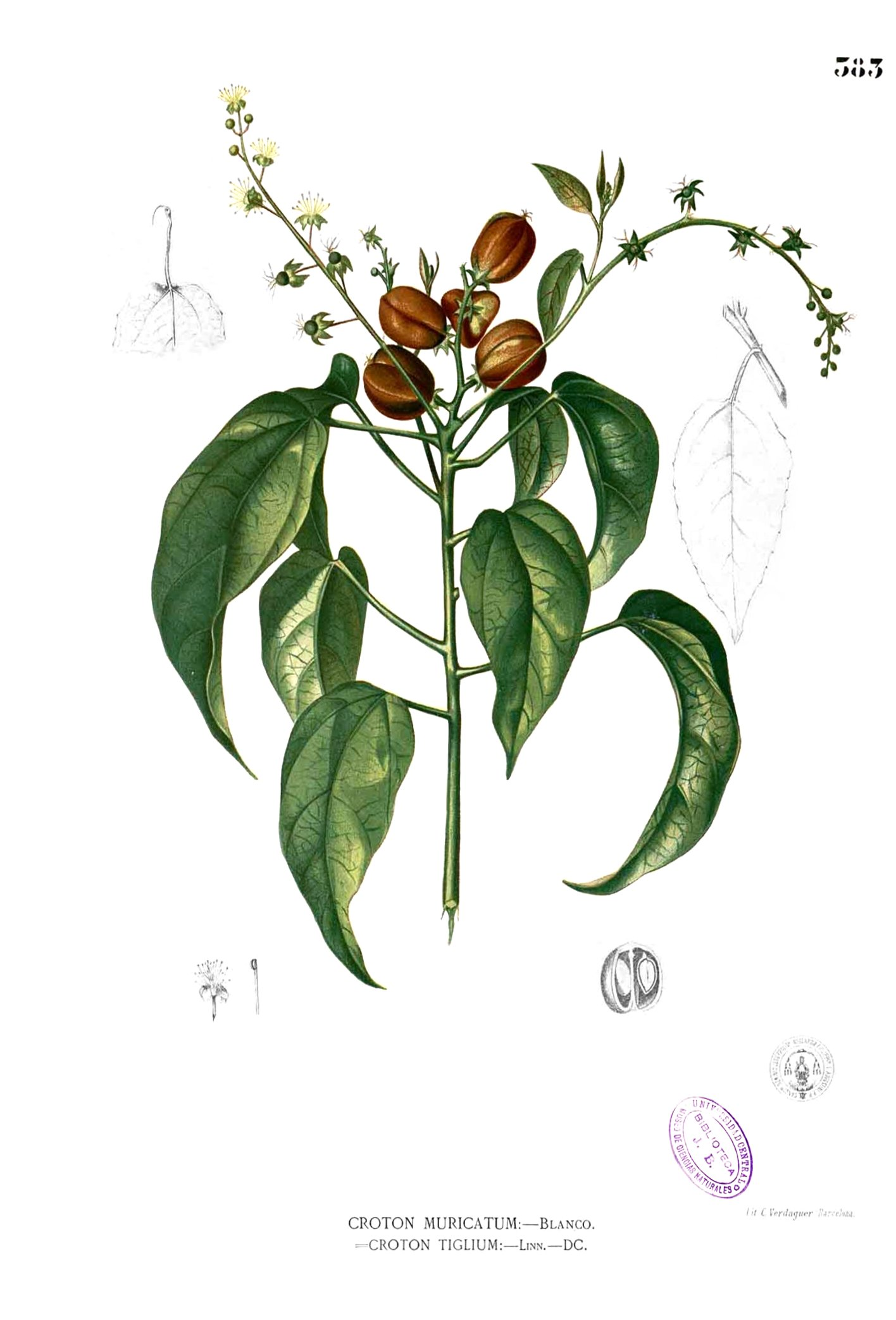
Crotoncillo.

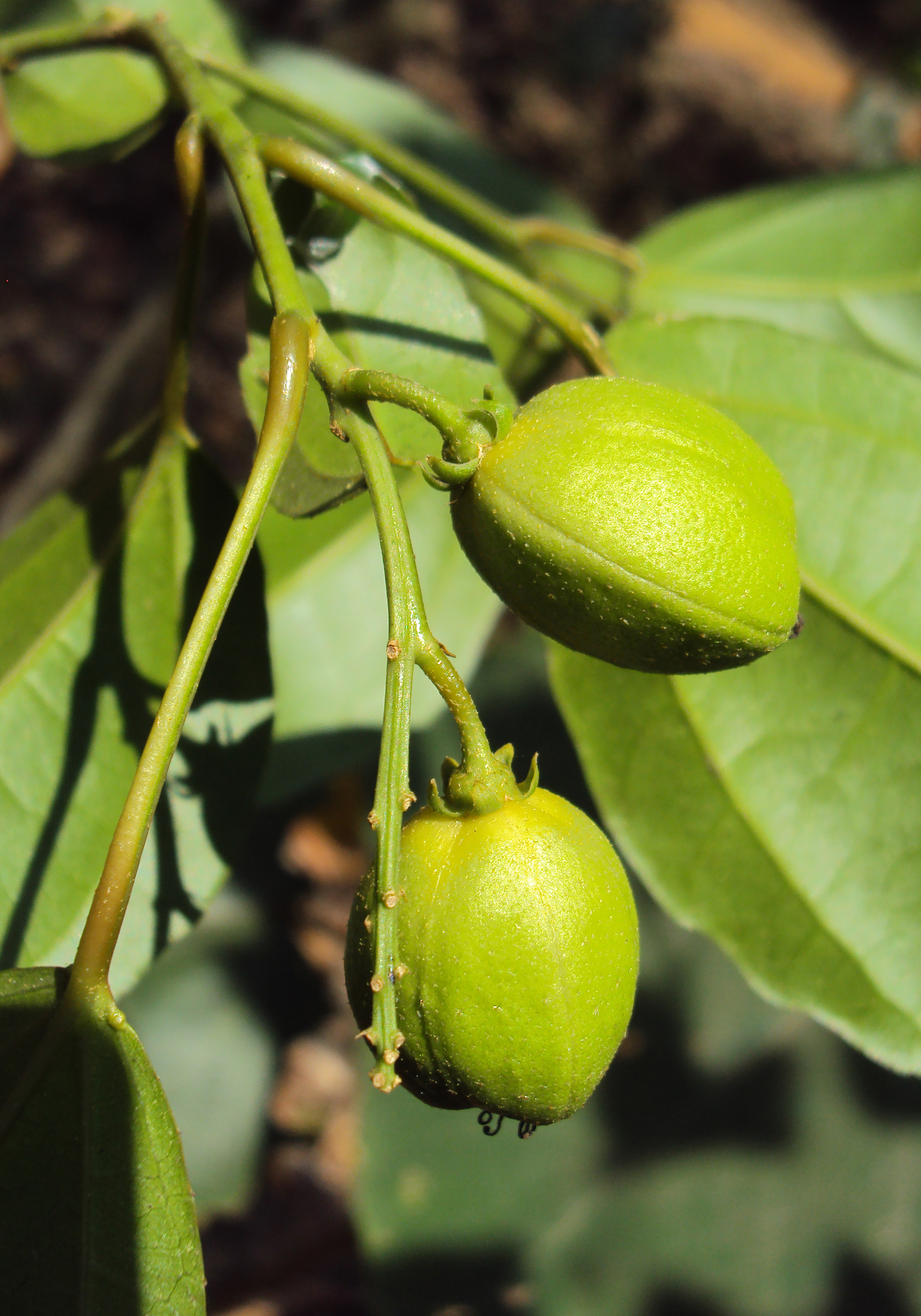
Frutos

## Propiedades
Fue mencionada por primera vez en la literatura europea por  Cristóvão da Costa en 1578 como pavanae lignum. Aceite de Croton, utilizado en hierbas medicinales como un violento purgante, Se extrae de su semillas. Hoy en día, se considera peligroso y ya no se encuentra en el farmacopeas de muchos países.
Los ingredientes principales conocidos son: crotonato de glicerilo, ácido crotónico, resina crotónica, y ésteres de forbol, formiato de forbol, butirato de forbol, y crotonato forbol.
Indicaciones: se usa como catártico, rubefaciente.

## Taxonomía
Croton tiglium fue descrita por Carlos Linneo y publicado en Species Plantarum 2: 1004–1005. 1753.
Etimología
Ver: Croton
tiglium: epíteto que se refiere a un sinónimo de Croton.
Sinonimia
- Croton acutus Thunb.
- Croton birmanicus Müll.Arg.
- Croton camaza Perr.
- Croton himalaicus D.G.Long
- Croton jamalgota Buch.-Ham.
- Croton muricatus Blanco
- Croton officinalis (Klotzsch) Alston
- Croton pavana Buch.-Ham.
- Halecus verus Raf.
- Kurkas tiglium (L.) Raf. (sinónimo)
- Oxydectes birmanica (Müll.Arg.) Kuntze
- Oxydectes blancoana Kuntze
- Oxydectes pavana (Buch.-Ham.) Kuntze
- Oxydectes tiglium (L.) Kuntze
- Tiglium cumingii Klotzsch
- Tiglium lanceolatum Klotzsch
- Tiglium officinale Klotzsch
- Tiglium pubescens Klotzsch
- Tiglium subincanum Klotzsch[3]

## Nombres comunes
- granos de las Molucas, palo de las Molucas, pavana de la India, piñones de las Molucas.[4]